# Parendacustes nitens
Parendacustes nitens är en insektsart som beskrevs av Andrej Vasiljevitj Gorochov 2005. Parendacustes nitens ingår i släktet Parendacustes och familjen syrsor. Inga underarter finns listade i Catalogue of Life.